# Quatuor à cordes no 6 de Chostakovitch
Pour les articles homonymes, voir Quatuor à cordes no 6.
Le Quatuor à cordes no 6 en sol majeur (opus 101) est une œuvre de musique de chambre composée par Dmitri Chostakovitch en 1956. 

## Historique
La composition du 6e quatuor, du 7 au 31 août 1956, correspond pour Chostakovitch à une période heureuse de sa vie, avec sa reconnaissance internationale et nationale à la suite de la mort de Staline et à la période de dégel de Khrouchtchev depuis 1953. Mais aussi sur le plan personnel, avec son remariage en juillet 1956 avec Magarita Kainowa après le décès en 1954 de sa première épouse et mère de ses enfants, Nina Vassilievna.
Le 6e quatuor fut créé le 7 octobre 1956 par le Quatuor Beethoven à Leningrad.

## Structure
Le 6e quatuor est composée en quatre mouvements de structure classique :
1. Allegretto
2. Moderato con motto
3. Lento
4. Lento - Allegretto

Son exécution dure environ 25 minutes.

## Discographie sélective
- Quatuor Borodine, intégrales des quatuors à cordes de Chostakovitch, chez Melodiya / BMG, 1997.